# Conus delanoyi
Conus delanoyae é uma espécie de gastrópode do gênero Conus, pertencente à família Conidae.

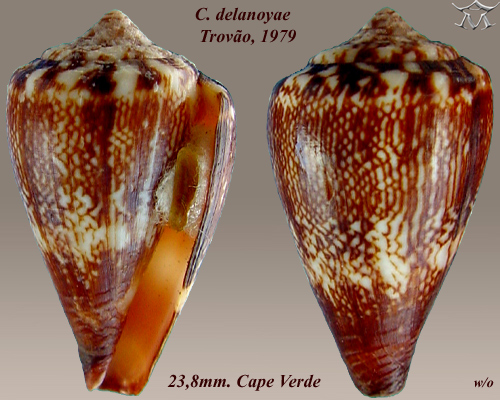
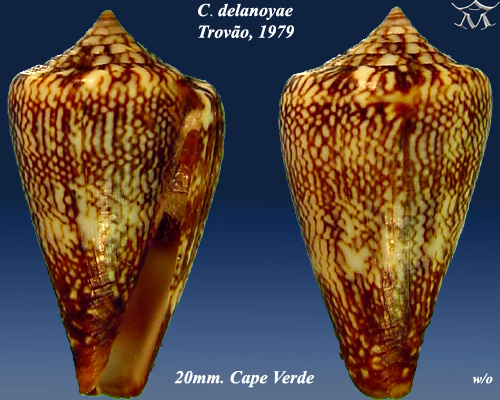